# 杨振民
杨振民（1931年—2014年1月4日），河北博野人，中华人民共和国政治人物。
1947年，参加国共内战，后参加朝鲜战争，之后调任志愿军疗养院工作，后调重庆市卫生局任组织干事、组织科长。1958年，调任渝中区委统战部长；最后升至政协重庆市渝中区委员会副主席。2014年1月4日逝世，享年83岁。